# Wintershall

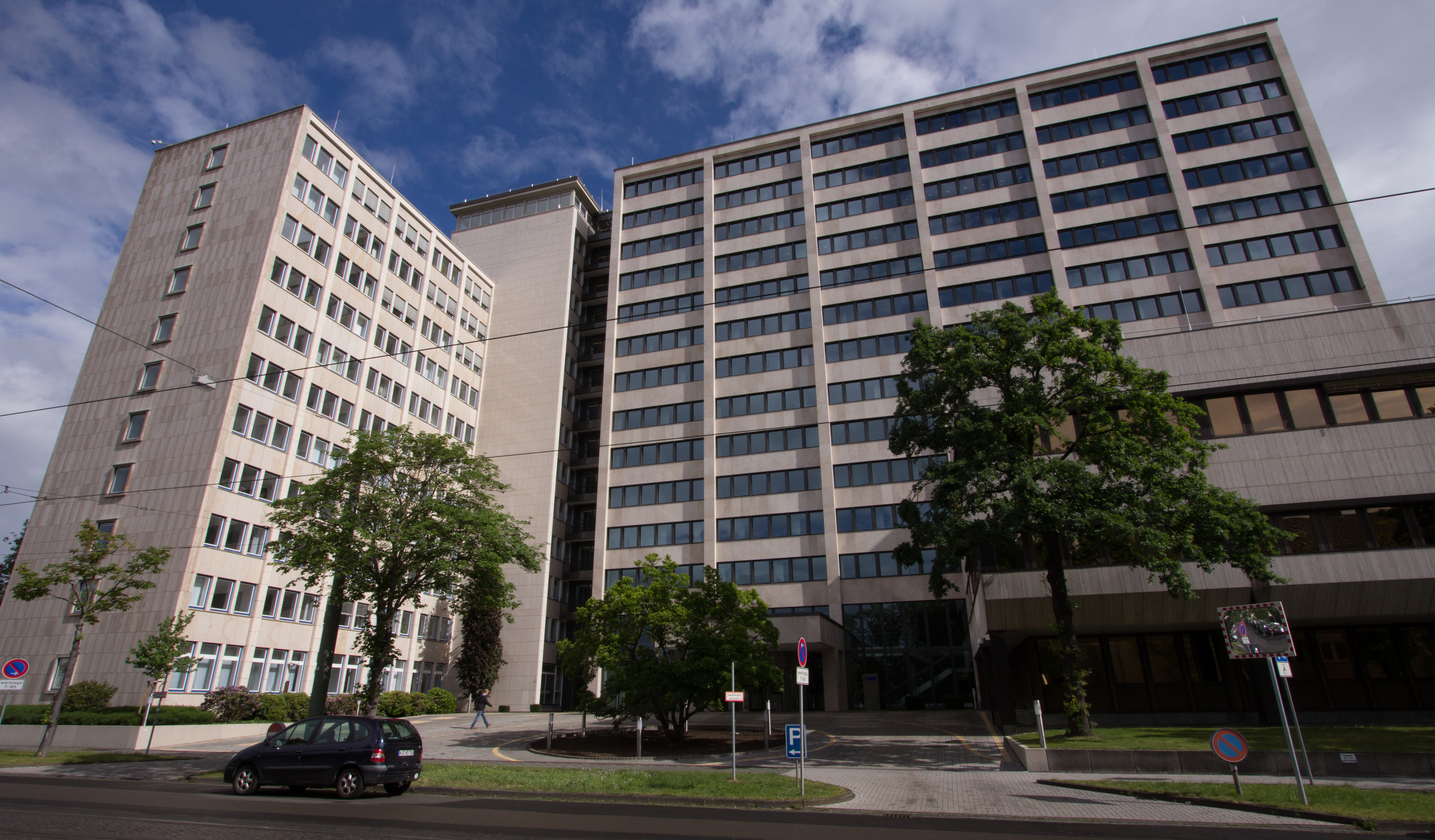
Wintershall in Kassel

Wintershall Dea Group is een Duitse oliemaatschappij. Per 1 mei 2019 zijn BASF (67%) en LetterOne van Mikhail Fridman de enige twee aandeelhouders. Het bedrijf is actief in verschillende regio's in de wereld met de exploratie en productie van ruwe aardolie en aardgas, en verhandelde aardgas in Europa. 

## Activiteiten
Wintershall Dea is actief in de winning van olie en gas en heeft verder belangen in diverse internationale pijplijnen waardoor aardgas wordt getransporteerd. Het totale netwerk is zo'n 4000 kilometer lang. Wintershall Dea heeft belangen in, onder andere, Nord Stream (belang: 15,5%) en de NEL-pijplijn.
In 2021 produceerde het bedrijf 634 miljoen vaten olie-equivalent waarvan zo'n 70% aardgas. In Rusland werd 48% van de totale productie gerealiseerd en verder een derde in noordwest Europa. Het had per eind 2021 olie- en gasreserves van 3,4 miljard vaten en kan hiermee de huidige productie zo'n 15 jaar continueren.
In 2022 besloot Wintershall Dea de activiteiten in Rusland te staken. Hiermee verloor het bedrijf een groot deel van de productie en reserves. De cijfers over dit jaar geven de situatie weer alsof Rusland geen deel meer uitmaakt van de onderneming. De productie bedroeg 321 miljoen vaten olie-equivalent waarvan zo'n 65% gas. Van de totale productie werd 65% in Europa gerealiseerd. De reserves kwamen uit op 1400 miljoen vaten en hiermee kan de productie nog 12 jaar voortduren.

### Activiteiten in Nederland
De Nederlandse tak is actief als Wintershall Noordzee, dit is een joint venture met Gazprom en allebei houden ze 50% van de aandelen. Het is gevestigd in Rijswijk en Den Helder en wint olie en gas met verschillende productieplatforms in de Noordzee, en voorheen in een gebied rond Waalwijk. In 2020 is de productie van het Sillimanite gasveld van start gegaan. Het oudste nog functionerende platform van Nederland (K13-A) is eigendom van Wintershall Noordzee. Het bedrijf wil de lege gasvelden in Nederland gaan gebruiken voor de opslag van CO2.

## Geschiedenis

### Zout
Het bedrijf Wintershall AG startte als een boorbedrijf en (kalium)zoutwinningsbedrijf in 1894 in het Duitse Kassel, opgericht door de ondernemer actief in boorwerken Carl Julius Winter samen met de industrieel Heinrich Grimbergen. De naam Wintershall komt van de samenvoeging van de familienaam van de stichter Winter en het achtervoegsel hall dat verwijst naar de vele ondergrondse zoutlagen in de regio (de wortel hal(l) uit het Celtisch, Grieks en Egyptisch verwijst naar zout, zie ook het zoutmineraal haliet).
Geologisch gezien komt aardolie vaak samen voor met kaliumzoutlagen, en dit was ook zo in de zoutmijn van Wintershall in Volkenroda. In juni 1930 was er een ongeluk in de zoutmijn toen ruwe aardolie uit het ondergelegen reservoirgesteente lekte in de gangen van de zoutmijn en via de toortsen van de mijnwerkers een explosie en brand veroorzaakte. Dit was de start om de olie te winnen. 

### Aardolie

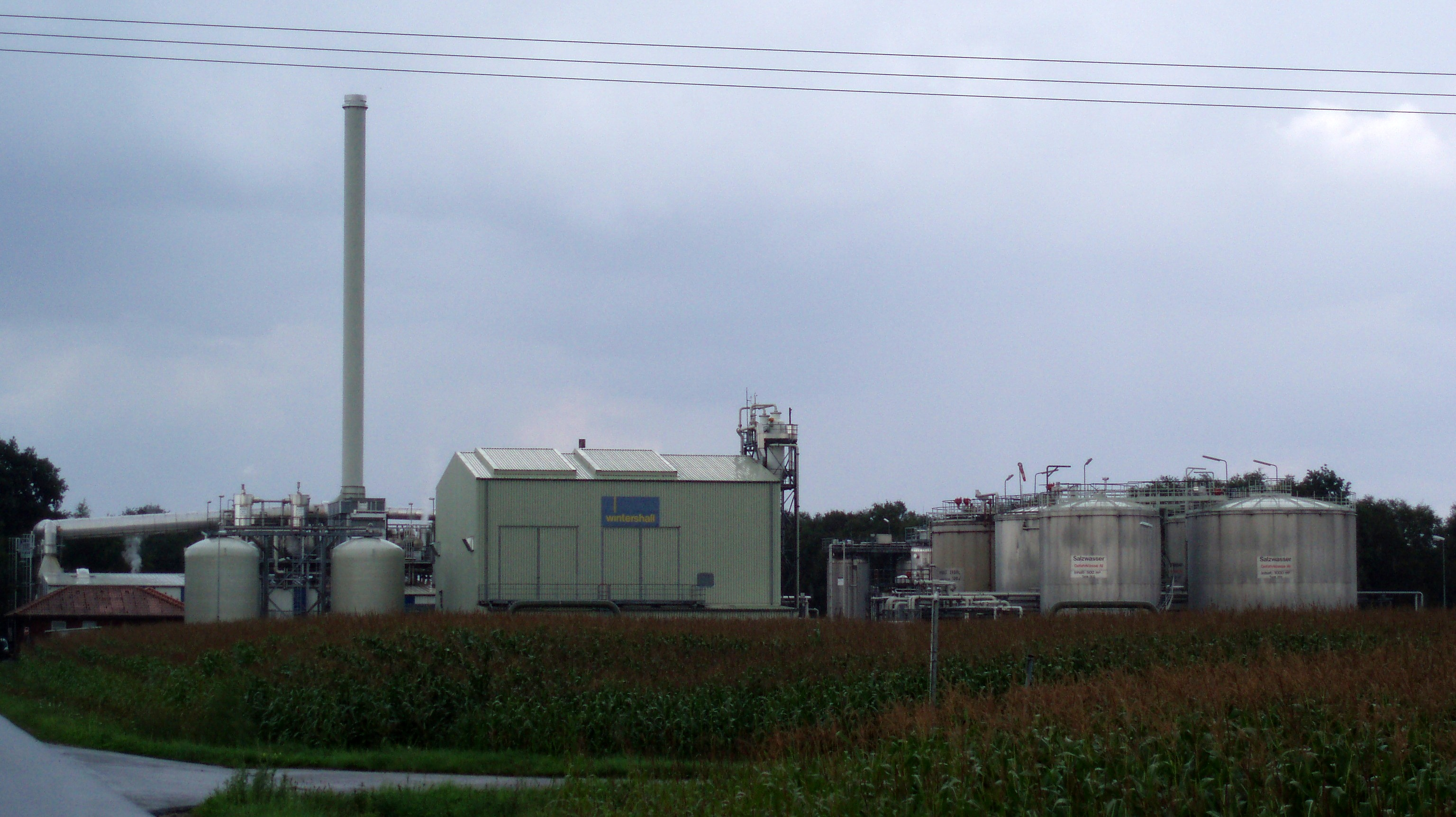
Oliewinning door Wintershall in Emlichheim

In het eerste jaar van productie (1930) behaalde Wintershall in Volkenroda al een productie van 51.000 ton olie, goed voor bijna een derde van de ganse Duitse aardolieproductie. In 1935 werd nabij de stad Celle de olieraffinaderij Erdölwerke Nienhagen opgericht, enkele jaren later gevolgd door een raffinaderij in Salzbergen. Al snel werd de exploratie en winning van aardolie de hoofdzaak voor het bedrijf Wintershall, in plaats van zout. De zoutmijnactiviteiten zouden nog tot 1970 onderdeel blijven van Wintershall, wanneer het bedrijfsonderdeel werd verkocht aan de onderneming Kali und Salz AG.  
Tegen het einde van de Tweede Wereldoorlog (1945) was Wintershall het belangrijkste Duits oliebedrijf geworden, actief in 9 olievelden verspreid over Duitsland. Ook nabij de grens met Nederland, aan de rivier de Eems in het gebied Westemsland, werd olie gevonden. In 1950 werd in Holthausen, nabij de stad Lingen, een voor die tijd vooruitstrevende nieuwe olieraffinaderij opgericht, Gerwerkschaft Erdölraffinerie Emsland (GEE), uitgerust met een vloeibaar katalytische krakingsinstallatie (FCCU). Het gebied rond Emlichheim, rijk aan olie en ook aan aardgas, is ook nu nog steeds een belangrijk gebied voor Winterhall's activiteiten.

### Energie
Van de stroomopwaartse activiteiten van exploratie en productie van ruwe aardolie, gevolgd door het operationeel exploiteren van olieraffinaderijen, ging het bedrijf zich ook stroomafwaarts in de keten verder organiseren. De aardolieproducten uit zijn raffinaderijen bracht het onder meerdere namen op de markt, waaronder NITAG en een aandeel in de Gasolin tankstationsketen. In de periode 1952-1956 nam het bedrijf de meerderheid van de aandelen over van de keten van tankstations Deutsche Gasolin AG en verenigde het zijn stations met die van Gasolin en DEA; de 3.500 tankstations in rood-witte kleuren werden omgevormd tot tankstations van het merk ARAL in blauw-witte kleuren. Tot eind 1999 zou Wintershall het merk ARAL gebruiken voor de vermarkting van zijn benzine en diesel, waarna ARAL in handen kwam van Veba (nu E.ON) en in 2002 van BP.  
In 1969 werd Wintershall AG een onderdeel van de BASF groep. Het voorziet de chemiegroep van strategisch belangrijke grondstoffen (aardolie als grondstof voor de koolstofchemie).
In 1993 werd WINGAS opgericht, een joint venture van Wintershall en Gazprom. Belangrijkste activiteit van WINGAS is de verkoop van aardgas in Europa en het oprichten van een netwerk van pijplijnen en opslagplaatsen om een veilige aanvoer van gas te verzekeren. Dit bedrijfsonderdeel, en enkele andere activiteiten, is in 2015 afgestoten aan Gazprom.

### Reorganisatie na Gazprom transactie
In december 2012 kwamen Wintershall en Gazprom een ruil van activiteiten overeen. Gazprom krijgt 50% van de olie- en gasvelden van Wintershall in de Noordzee en verhoogt het belang in de gashandel- en opslagactiviteiten WINGAS, WIEH en WIEE naar 100%. In ruil kreeg Wintershall een belang van 25% plus één aandeel in een deel van het gasveld Oerengoj. In dit deel voor Wintershall zit zo’n 2,4 miljard boe aan aardgas en gascondensaat. Wintershall heeft ook de optie om dit belang op termijn nog uit te breiden naar 50%. Een jaar later kreeg deze transactie goedkeuring van de Europese Commissie. In december 2014 werd de miljardentransactie echter geannuleerd vanwege de opgelopen politieke spanningen tussen Rusland en de Europese Unie. In september 2015 besloten de twee de transactie alsnog af te ronden.
Door de transactie werden de belangen van Wintershall in drie joint ventures met het Russische gasbedrijf Gazprom overgedragen. De belangrijkste activiteiten van WINGAS, het belang van Wintershall was 50,02%, zijn de opslag en distributie van aardgas in Duitsland waar het een marktaandeel heeft van 20%. Verder is WINGAS actief in onder andere België, Nederland, het Verenigd Koninkrijk en Oostenrijk. In 2012 verkocht WINGAS zo’n 40 miljard m³ aardgas. Wintershall Erdgas Handelshaus (WIEH) is een tweede joint venture met Gazprom (50/50%) die aardgas inkoopt en verkoopt in Duitsland. De derde jv is Wintershall Erdgas Handelshaus Zug (WIEE) die vooral aardgas verkoopt in zuidoost Europa. Na de transactie daalde de omzet van Wintershall van 13,0 miljard euro in 2015 naar 2,8 miljard in 2016.

### Fusie met Dea
In december 2017 werd een fusie van Wintershall en Dea bekendgemaakt. DEA is een vergelijkbaar, maar kleiner, energiebedrijf. Het was een energieonderdeel van het Duitse nutsbedrijf RWE, dat in 2015 handen is gekomen van de Russische oligarch Mikhail Fridman. Na de fusie krijgt BASF twee derde van de aandelen en de rest komt in handen van LetterOne Energy, de investeringsmaatschappij van Fridman. De combinatie gaat verder onder de naam Wintershall Dea. Op basis van de gegevens over 2016 hebben de twee een gecombineerde omzet van 4,5 miljard euro en produceerden ze zo’n 215 miljoen vaten olie-equivalent. De reserves in de grond bedragen circa 2 miljard vaten. De fusie werd in mei 2019 afgerond. In mei 2022 heeft BASF het meerderheidsbelang verder verhoogd naar 72,7%.

### Vertrek uit Rusland
Als een gevolg van de Russisch inval in Oekraïne verloor het bedrijf in oktober 2022 een groot deel van de zeggenschap over de belangen in Rusland door een wetswijziging. Het bedrijf besloot daarom alle activiteiten af te stoten. Dit leidde tot een forse afwaardering van 4,5 miljard euro op de waarde op de Russische bezittingen. De waarde van het minderheidsbelang in de Nord Stream pijplijn werd ook tot nihil afgeschreven. Ondanks de sterke stijfging van de olie- en gasprijzen leed Wintershall Dea in 2022 een groot nettoverlies. 